# Lucie Ramnebornová
Lucie Ramnebornová (* 16. srpna 1968, Praha) je manažerka a ředitelka mnoha privátních firem, bývalá výkonná ředitelka Pražské informační služby a nezávislá kandidátka pro senátní volby v roce 2010 – volební obvod č. 25.

## Vzdělání
Po složení maturitní zkoušky na Gymnáziu Budějovická byla v roce 1986 přijata na Vysokou školu ekonomickou, kde vystudovala obor Finance a úvěr.

## Pracovní zkušenosti
Lucie Ramneborn nastoupila v roce 1990 jako obchodní účetní ve firmě Pilkington Sweden. Starala se o řízení české sklářské továrny. Od roku 1993 pracovala v několika mezinárodních firmách například: Astra Pharmaceuticals nebo Organon, s.r.o. V obou těchto společnostech zastávala post finanční ředitelky.
V roce 1998 se stala výkonnou finanční ředitelkou společnosti Universal Music, s.r.o. pro Českou a Slovenskou republiku. Téměř deset let byla odpovědná za komunikaci s příslušnými vládními institucemi, za řízení a rozvoj lidských zdrojů. Dále se účastnila rozhodování o prodeji a marketingu a podílela se na tvorbě prognóz podnikání, plánování, hodnocení výkonnosti, identifikace příležitostí pro rozvoj podnikání.
Od roku 2008 do roku 2012 byla výkonnou ředitelkou Pražské informační služby (PIS). Byla správcem rozpočtu PIS, hlavní zástupkyní mezinárodního marketingu Prahy a pověřeným správcem historických památek Prahy, které jsou ve vlastnictví magistrátu hlavního města. Sestavila plán krizového řízení PIS v souvislosti se světovou hospodářskou krizí.
Nyní pracuje opět jako ředitelka ve velké nadnárodní soukromé společnosti.

## Zefektivnění v PIS
Zaměstnanci Pražské informační služby (PIS) v květnu 2008 odeslali pražskému magistrátu dopis, ve kterém žádají odvolání Lucie Ramnemborn z funkce ředitelky (PIS) pro naprosté manažerské selhání a pro celkovou odbornou a osobnostní neschopnost tuto funkci vykonávat. Ing. Lucie Ramnemborn na tento dopis reagovala: „V době, kdy jsem do Pražské informační služby nastoupila, měla asi 120 zaměstnanců. Dnes jich máme pouze 59. Tyto změny byly nutné, zefektivnili jsme chod Pražské informační služby. Ta prošla velkou restrukturalizací a řadou pozitivních změn. Má znatelně lepší výsledky, což považuji za velký úspěch.“ 

## Volby do senátu 2010
Ve volbách 2010 kandidovala do Senátu za obvod č. 25 – Praha 6, přičemž se ziskem 9,72 % hlasů obsadila čtvrté místo. Její volební hesla byla „Odzvoňte politikům v Senátu“ a „Moje politická strana jste vy“, jejím hlavním požadavkem bylo zrušení senátorských platů.